# 全国短期大学案内 (梧桐書院)
全国短期大学案内(ぜんこくたんきだいがくあんない)とは、梧桐書院が発行している受験案内に関する図書である。毎年、概ね3月位に発行されている。

## 概要
タイトル名は「短期大学案内」となっているが、既に終えたばかりの各短期大学入学試験に関する内容等について記述されている図書である。
短期大学については、各書に掲載されていても次年度より学生募集をしていなかったり、入試制度が変更されたりすることもあるので、目安程度にしかならないことも多い。受験として活用するのならば、入学試験がはじまる前やシーズン中に発行される『進学年鑑』（『私大コース』シリーズ別冊）や『短大蛍雪』（全国短大&専修・各種学校受験年鑑シリーズ。旺文社発行）などの受験雑誌の方が有用な場合も多い。
1970年8月あたりから（当時は1971年度版）毎年発行されている（当時は8月頃に発行されている）が、その当時は日本の首都である東京都から順番に後は地方のマイナーな都市の順番に記載されていたが、現在は、国立短期大学（現在はなし）、公立短期大学、私立短期大学の各項目に北海道、青森、岩手、宮城……宮崎・鹿児島・沖縄かつ五十音順に記載されている。
概ね全国の書店で購入できる。バックナンバーについては各都道府県の大手図書館に所蔵されている。大阪市立中央図書館では1971年度版が最古のものとして所蔵されている。
教学社から発行されている同タイトル名の図書と同様、あまりに古い分に関しては貸し出しができないものも多いが、その当時において募集されていた短期大学について調べるのには重要な手掛かりとなる。